# Euzebiusz Smolarek
Euzebiusz "Ebi" Smolarek (pronunție în poloneză [ɛu̯ˈzɛbjuʂ smɔˈlarɛk]; n. 9 ianuarie 1981) este un fost fotbalist polonez, care este în prezent antrenorul echipei de tineret al clubului olandez de fotbal Feyenoord. 
El a jucat ca atacant sau mijlocas lateral, la cluburi din Olanda, Germania, Spania, Anglia, Grecia, Polonia și Qatar.
Smolarek a jucat de 47 de ori pentru Echipa națională de fotbal a Poloniei, pentru care a marcat 20 de goluri, fiind al zecelea cel mai bun marcator al naționalei. El a făcut parte din loturile Poloniei de la Campionatul Mondial de Fotbal din 2006 și UEFA Euro 2008.

## Cariera la club
Născut în Łódź, Smolarek a crescut în Olanda, unde tatăl său, Włodzimierz Smolarek, a jucat în Eredivisie și mai târziu a lucrat ca antrenor. Smolarek a trecut pe la echipele de tineret ale lui Feyenoord, fiind promovat până la prima echipă.
Pe 24 august 2007 Smolarek a semnat cu Racing Santander, suma de transfer fiind de 4,8 milioane de euro.
Pe 29 august 2008, Racing l-a împrumutat pe Smolarek la Bolton Wanderers pentru un sezon, clubul primind și prima opțiune de cumpărare. Smolarek a debut pentru noul său club într-o înfrângere cu 3-1 pe terenul lui Arsenal din 20 septembrie 2008.
Pe 3 ianuarie 2009, Smolarek a marcat primul, și singurul său gol la Bolton în runda a treia a Cupei Angliei, în deplasarea de la Sunderland, dar la finalul sezonului, clubul a decis să nu activeze clauza. Pe 10 august 2009 Racing l-a lăsat liber de contract.

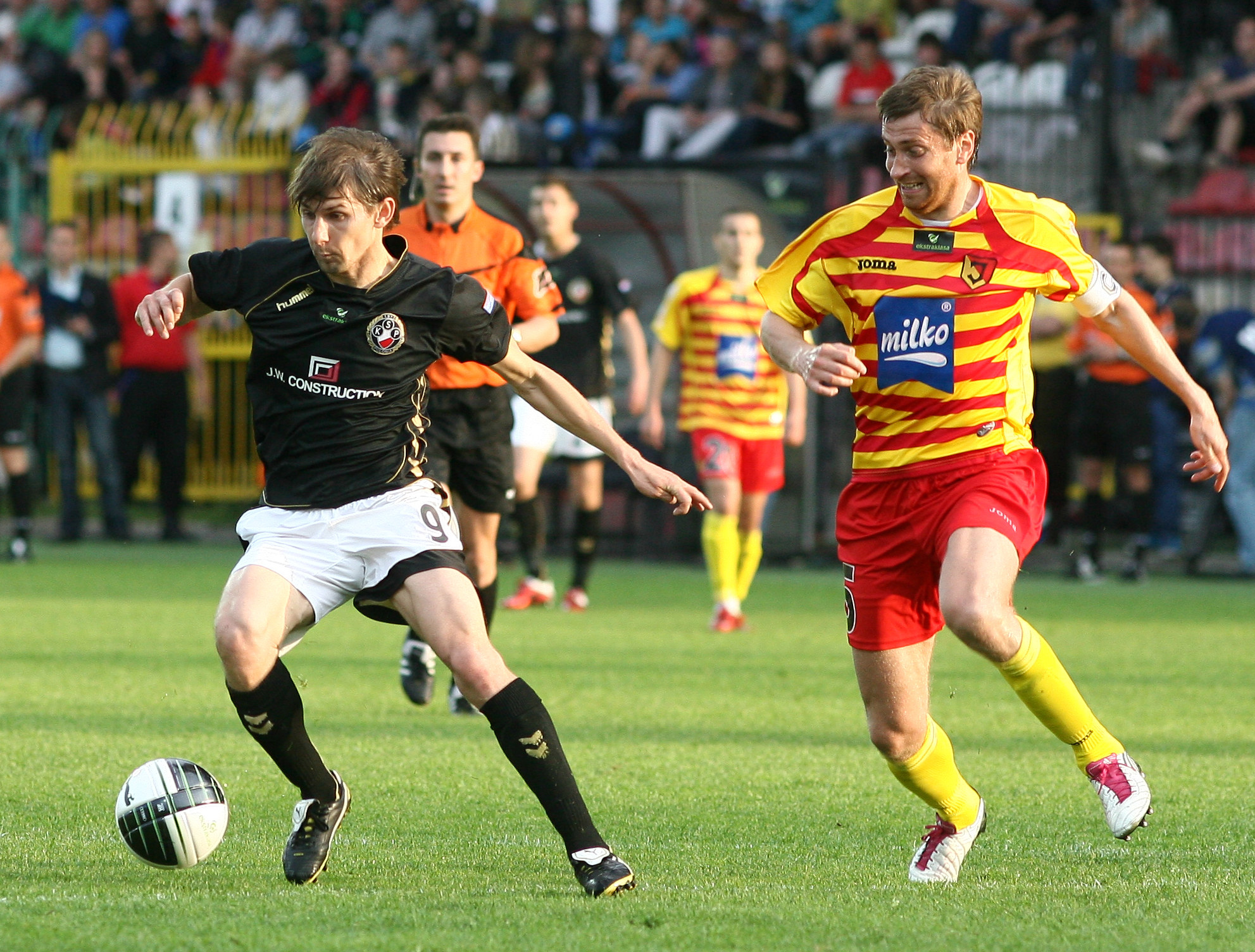
Euzebiusz Smolarek și Andrius Skerla

La începutul sezonului 2009-10 câteva cluburi din Bundesliga s-au declarat interesate de el, însă Smolarek a semnat pe 14 decembrie 2009 un contract cu Kavala F. C. până la 30 iunie 2012. Pe 25 iulie 2010, el și clubul a fost de acord să rezilieze contractul de comun acord. El a semnat un contract pe doi ani cu Polonia Varșovia la 27 iulie 2010. Pe 29 iulie 2011, Smolarek a fost de acord să rezilieze contractul cu Polonia din cauza lui așteptările financiare.
Smolarek a jucat și pentru Jagiellonia Białystok.

## Carieră la națională

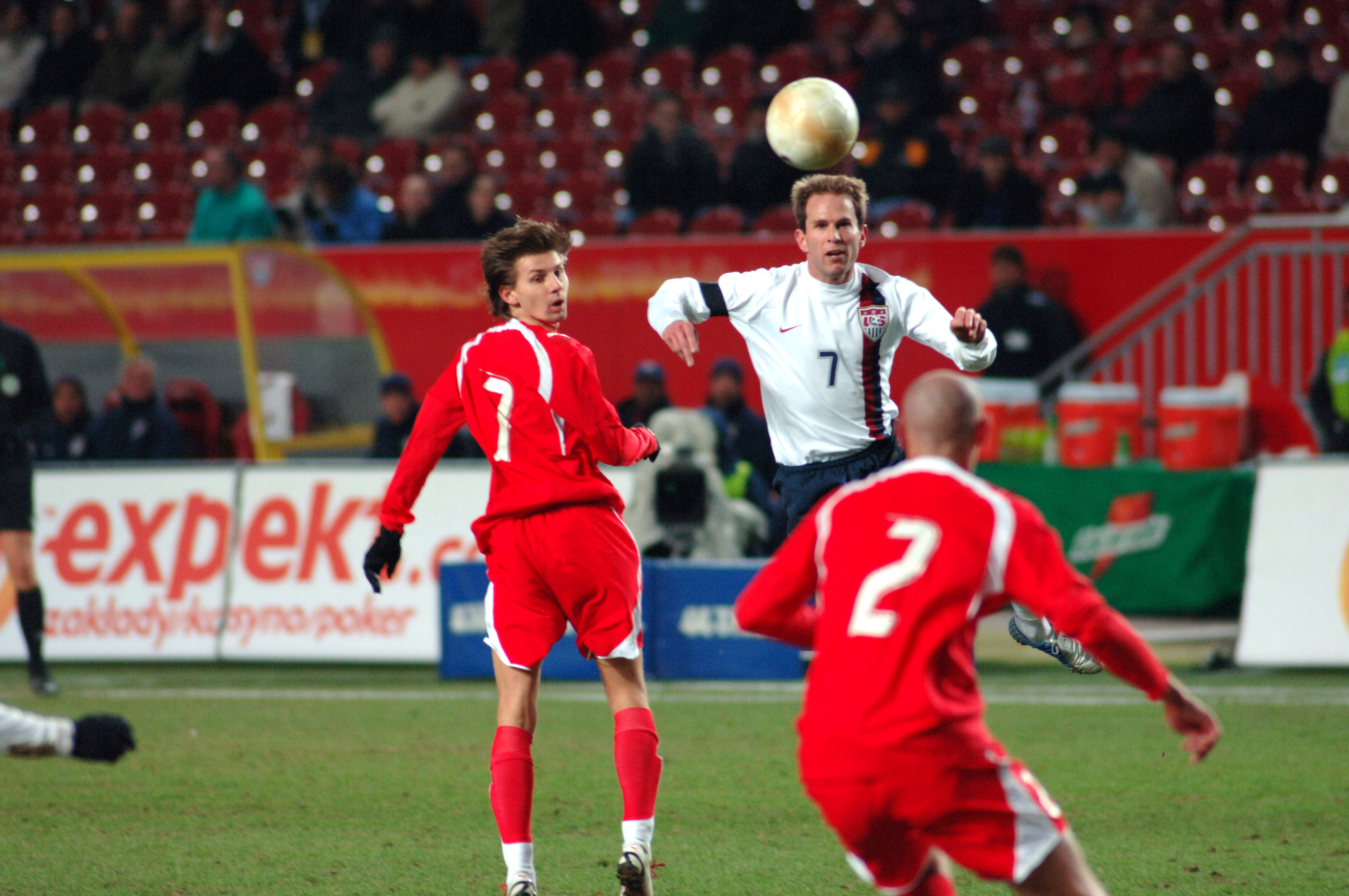
Smolarek sărind la cap alături de Eddie Lewis din Statele Unite ale Americii într-un amical din martie 2006

Internațional polonez din 2002, Smolarek a jucat la Campionatul Mondial de Fotbal 2006, dar nu a reușit să înscrie niciun gol.
A fost golgheterul Poloniei la Preliminariile Campionatului European de Fotbal 2008
marcând nouă goluri. Smolarek a marcat un hat-trick împotriva Kazahstanului în Varșovia. El a jucat în toate meciurile de la Euro 2008, Polonia ieșind din faza grupelor.
A fost primul polonez care a înscris un gol împotriva Portugaliei în 20 de ani, ultimul gol fiind de tatăl său.L-a înscris și pe al doilea în victoria cu 2-1 din preliminarii.
Pe 1 aprilie 2009, Smolarek a marcat patru goluri în meciul cu San Marino. 

## Viața personală
Smolarek este fiul unui alt internațional polonez, Włodzimierz Smolarek. El a fost numit după fotbalistul portughez Eusébio. Cu logodnica olandeză Thirza van Giessen are un fiu, numit Mees (de ceva timp se credea că l-a numit Messi după fotbalistul argentinian Lionel Messi; numele real Mees este un vechi nume olandez, și nu are nimic de-a face cu Messi).

## Palmares

### Club
Feyenoord
- Eredivisie locul 2: 2000-01
- Cupa UEFA: 2001-02

### Individuale
- Fotbalistul Polonez al Anului: 2005, 2006, 2007